# Volker Bank
Volker Bank (* 1964) ist ein deutscher Wirtschaftspädagoge.

## Leben
Er studierte Wirtschaftswissenschaften, Wirtschaftspädagogik und Romanistik an den Universitäten Karlsruhe und Kiel mit Abschluss als Diplom-Handelslehrer. Er lehrte als Fremdsprachenassistent am Gymnasium (Lycée Polyvalent) und an der Ingenieurhochschule (Ecole Nationale Supérieure de l'Electronique et de ses Applications) in Cergy bei Paris sowie als Studienreferendar an den Beruflichen Schulen in Rendsburg. Seit 2006 ist er Inhaber des Lehrstuhls für Berufs- und Wirtschaftspädagogik an der TU Chemnitz.
Seine Forschungsschwerpunkte sind Bildungstheorie, insbesondere berufliche und ökonomische Bildung, sowie Fachdidaktik, Berufsbildungsforschung, bes. Internationale BBF (Duale Systeme als Themenschwerpunkt sowie Ostasien als Länderschwerpunkt), Bildungscontrolling/ Bildungsmanagement sowie Organisationsentwicklung und Bildungsökonomie.